# Дионисий Философ
Вижте пояснителната страница за други личности с името Дионисий.
Дионисий Философ (на гръцки: Διονύσιος ο Φιλόσοφος, Дионисиос о Философос) е православен владика, който ръководи две въстания срещу Османската империя през XVII век.

## Исторически контекст
През 1571 г. османският флот е разбит в битката при Лепанто от обединената флота на Испания, Венеция и на Папската държава с папа Пий V. Загубата на османците вдига на въстание няколко влашки региона – Акарнания, Тесалия, Епир и това от полуостров Мани в Пелопонес. През 1585 г. Гривас Теодорос с брат си избива мюсюлманите в Северна Акарнания, а клефтите на Епир Пулиос Дракос и Маламос (начело на въстаниците) превземат град Арта, продължавайки към Янина.
Този бурен период включва и въстанията оглавени от Дионисий Философ през 1600 и 1611 години. Междувременно избухва и Първото търновско въстание.

## Биография
Дионисий е роден през 1560 г. в областта Теспротия, част от Епир, но родът му произхожда от влашкото македонско село Авдела, разположено в Пинд. На ранна възраст става монах в манастира „Свети Димитър“ в Дихуни. На 15-годишна възраст заминава за Италия, където учи в Падуанския университет медицина, философия, филология, логика, астрономия и поезия. През 1582 година Дионисий се установява в османската столица Цариград. Неговото енциклопедично образование е причината, заради която му е прикрепен епитета Философ. През 1592 година Дионисий е избран за епископ на Лариса и Трикала в Тесалия.

## Начело на съпротивата
Твърд противник на ислямизацията, Дионисий оглавява съпротивата в района на Аграфа, влизайки в контакт с местните клефти (хайдути) и испанците. Подигнатото през 1600 година въстание първоначално е успешно, но е потушено. Неговият съратник митрополит Серафим е заловен от османците и изгорен жив. Цариградската патриаршия детронизира Дионисий за бунтовническата му дейност. След този бунт османците лепят на Дионисий епитета Скилософ от гръцкото σκύλος – куче.
Дионисий е принуден да емигрира във Венеция, а след това в Испания, където влиза в контакт с испанското правителство и херцог Карл Наварски, потомък на Палеолозите, с цел заедно с него да измисли план за възстановяване на Византийската империя. Херцогът изпраща Дионисий в Епир за да организира въстание, обещавайки му военна помощ.
Дионисий се завръща на Балканите през 1608 година, но е предаден и принуден да ги напусне отново. Отново се завръща през 1610 г., базирайки щаба си в манастира на „Свети Димитър“ в Дихуни. Изготвяйки плана за бунт в Епир, Дионисий оглавява чета от около 100 местни християни и през 1611 година превзема две мюсюлмански села. След това събира около себе си 800 въстаници, въоръжени със стопански инвентар (само 40 от тях са били с аркебузи) и заставайки начело им се отправя за Янина. На 11 септември 1611 година жителите на града и османският му гарнизон са изненадани от внезапната поява на въстаниците. Те изгарят конака на местния управител Осман паша, а османските войници се заключват зад стените на крепостта, която бунтовниците не успяват да превземат. В разгорялата се сутрешна битка, след окопитването на гарнизона, османската кавалерия предприема атака и падат около 200 души убити въстаници, а останалите търсят убежище в планините.
Самият Дионисий се крие в една пещера в близост до янинското езеро, в планината Мицикели в продължение на 3 дни, но е предаден от евреи и заловен от османските власти. Този факт, както и участието на евреите в последвалата смърт на Дионисий, дава закваска за антисемитската и антикомунистическа риторика на видния съвременен гръцки юрист и адвокат Костас Плеврис, автор на „Да поговорим за евреите“. След залавянето му, Дионисий е измъчван. Изправен пред местния управник Осман паша, той заявява в лицето му, че се е сражавал да освободи народа от страданието и неговата тирания, за което е одран жив, а кожата му напълнена със слама е изпратена в Цариград.
Вторият лидер на въстанието Дели Георги след залавянето му е разпнат и изгорен. Третият главен бунтовник на име Ламброс бил писар на Осман паша, и за това бил подканен да се откаже от християнството и да приеме исляма. След отказ, му са отрязани носа и ушите и е изгорен жив.
След въстанието, онова християнското население което живеело в къщи в рамките на крепостта на Янина било прогонено от съображения за сигурност. Църквата посветена на Свети Йоан Кръстител, построена през епохата на Юстиниан Велики, била разрушена, а монасите служили в нея – убити. На мястото ѝ през 1618 г. била издигната джамия построена специално за Осман паша, който получил името Аслан, тоест лъв. През годината на въстанието – 1611, османците унищожили и манастира „Свети Димитър“, който бил щаб-квартира на Дионисий Философ.

## Паметници
В памет на събитията разиграли се през 1611 г. до пещерата в която е заловен Дионисий Философ и под джамията на Аслан паша, на кея на янинското езеро, са поставени паметни плочи за да напомнят за героичната смърт на митрополит Дионисий Философ – новомъченик за вярата. Също така сцената на неговото мъченичество е възпроизведена в Музея на восъчните фигури намиращ се на 20 km от Янина. Единственият оцелял до XXI век портрет на Дионисий Философ е в ръкопис, открит в манастира „Свети Йоан Предтеча“ в Сяр, Централна Македония.